# Alexander Kareline
Pour les articles homonymes, voir Kareline.
Alexander Alexandrovitch Kareline (en russe : Александр Александрович Карелин), né le 19 septembre 1967 à Novossibirsk, est un lutteur soviétique, puis de l'équipe unifiée aux Jeux olympiques, et russe.
Pratiquant la lutte gréco-romaine, il a été invaincu en compétition internationale dans un premier temps entre 1982 et 1987 et ensuite de 1987 jusqu'à la finale des Jeux olympiques de 2000 de Sydney où il est battu par l'Américain Rulon Gardner. Cette domination est telle que lors des six dernières années de sa domination, aucun adversaire n'a réussi à lui prendre un point. Sur l'ensemble de sa carrière il a gagné 887 des 889 combats qu'il a livrés. Il est unanimement considéré comme le plus grand lutteur de l'histoire.
Il a été choisi à trois reprises pour être porte-drapeau de sa délégation lors des Jeux Olympiques : pour l'équipe soviétique lors des Jeux de Séoul, pour l'Équipe unifiée aux Jeux olympiques à Barcelone en 1992 et ensuite pour la Russie aux Jeux d'Atlanta. Ces participations olympiques lui ont offert trois médailles d'or et une médaille d'argent. Son palmarès est complété par neuf titres mondiaux.
Ses prouesses sans précédent dans l'histoire de la lutte gréco-romaine lui ont valu le surnom de « Alexandre le Grand ».
À l'issue de sa carrière de lutteur, Kareline entame une carrière politique en Russie. Il est député à la Douma pour le parti Russie unie depuis 1999.

## Palmarès
- Jeux olympiques d'été
  -  Médaille d'or aux Jeux olympiques d'été de 1988 à Séoul
  -  Médaille d'or aux Jeux olympiques d'été de 1992 à Barcelone
  -  Médaille d'or aux Jeux olympiques d'été de 1996 à Atlanta
  -  Médaille d'argent aux Jeux olympiques d'été de 2000 à Sydney
- Championnat du monde
  -  Médaille d'or aux Championnats du monde de lutte 1989
  -  Médaille d'or aux Championnats du monde de lutte 1990
  -  Médaille d'or aux Championnats du monde de lutte 1991
  -  Médaille d'or aux Championnats du monde de lutte 1993
  -  Médaille d'or aux Championnats du monde de lutte 1994
  -  Médaille d'or aux Championnats du monde de lutte 1995
  -  Médaille d'or aux Championnats du monde de lutte 1997
  -  Médaille d'or aux Championnats du monde de lutte 1998
  -  Médaille d'or aux Championnats du monde de lutte 1999
- Championnat d'Europe
  -  Médaille d'or aux Championnats d'Europe de lutte 1988
  -  Médaille d'or aux Championnats d'Europe de lutte 1989
  -  Médaille d'or aux Championnats d'Europe de lutte 1990
  -  Médaille d'or aux Championnats d'Europe de lutte 1991
  -  Médaille d'or aux Championnats d'Europe de lutte 1992
  -  Médaille d'or aux Championnats d'Europe de lutte 1993
  -  Médaille d'or aux Championnats d'Europe de lutte 1994
  -  Médaille d'or aux Championnats d'Europe de lutte 1995
  -  Médaille d'or aux Championnats d'Europe de lutte 1996
  -  Médaille d'or aux Championnats d'Europe de lutte 1998
  -  Médaille d'or aux Championnats d'Europe de lutte 1999
  -  Médaille d'or aux Championnats d'Europe de lutte 2000
- Championnat national
  - 13 fois champion national d'URSS et de Russie.

## Études
Kareline est diplômé de l'Université d’État sibérienne des transports basée à Novosibirsk en 1985 et de l'Université d’État sibérienne de culture physique et de sport basée à Omsk en 1991,. Il étudie ensuite à l'Académie de la culture physique et du sport de Saint-Petersbourg où il obtient un master en 1998 et un doctorat en 2002.

## Autres activités
En parallèle à ses activités de lutteur, Karelin travaille pour la police fédérale de Russie où il atteint le rang de colonel en 1995.

## Carrière politique
En juillet 1999, Kareline est nommé conseiller pour le sport et l'éducation physique auprès de Vladimir Poutine, alors Premier Ministre de Russie.
Kareline est élu député à la Douma pour le parti Russie unie en décembre 1999. Il est réélu en 2003, 2007, 2011, 2016 et 2021,.
Kareline est membre du Conseil supérieur du parti Russie unie depuis 2001. À la Douma, Kareline est membre depuis 1999 de la Commission pour la santé et les sports et de la Commission pour les affaires géopolitiques. Depuis 2007, il est membre de la Commission pour les affaires étrangères et, depuis 2016, il est membre de la Commission pour les questions énergétiques. En 2020, Poutine intègre Kareline à un groupe de travail en charge d'amender la Constitution de Russie.
Alexander Kareline est foncièrement opposé au communisme et au socialisme. En 1990, il force sa mère à rendre sa carte de membre du parti communiste.